# Ruine Flügelsberg
Die in spärlichen Ruinen liegende Burg Flügelsberg im niederbayerischen Landkreis Kelheim war die Stammburg der Schenken von Flügelsberg. Die Anlage  befindet sich in Flügelsberg, einem Ortsteil der Stadt Riedenburg. Die Anlage wird als Bodendenkmal unter der Aktennummer D-2-7035-0031 im Bayernatlas als „untertägige Befunde im Bereich der mittelalterlichen Burgruine Flügelsberg“ geführt. Ebenso ist sie unter der Aktennummer D-2-73-164-69 als denkmalgeschütztes Baudenkmal von Flügelsberg verzeichnet.

## Geographische Lage
Die Ruine der ehemaligen Spornburg liegt auf 470 m ü. NN über dem Ort Meihern westlich der Höhensiedlung Flügelsberg, eines Ortsteils von Riedenburg, auf einer Felsenkuppe, die in südwestlicher Richtung ins Altmühltal hineinragt.

## Geschichte

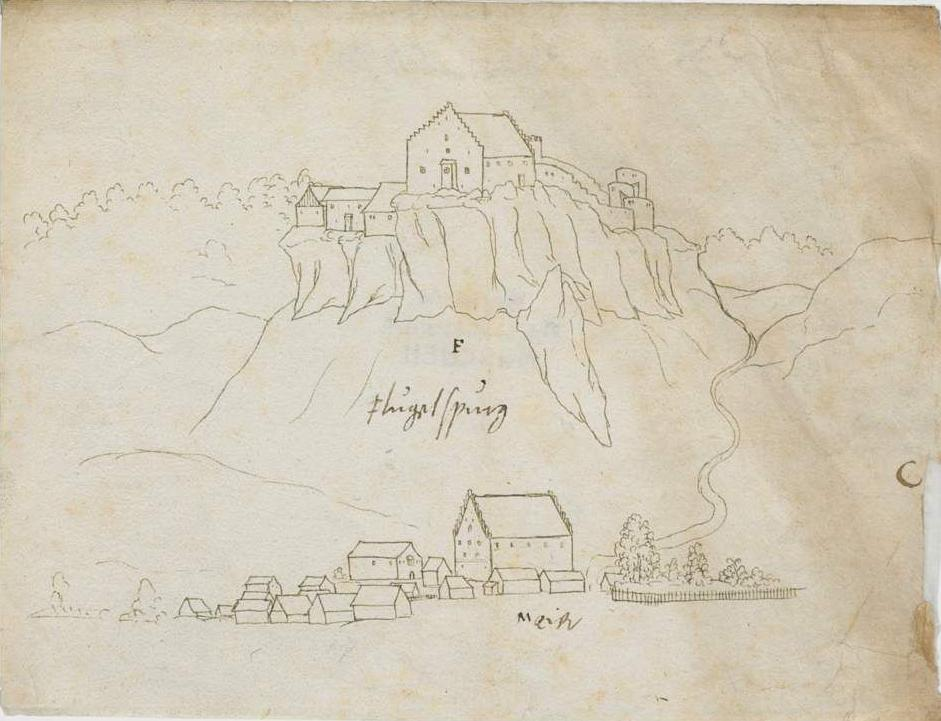
Philipp Apian: Die Flügelsburg und Meihern im 16. Jahrhundert

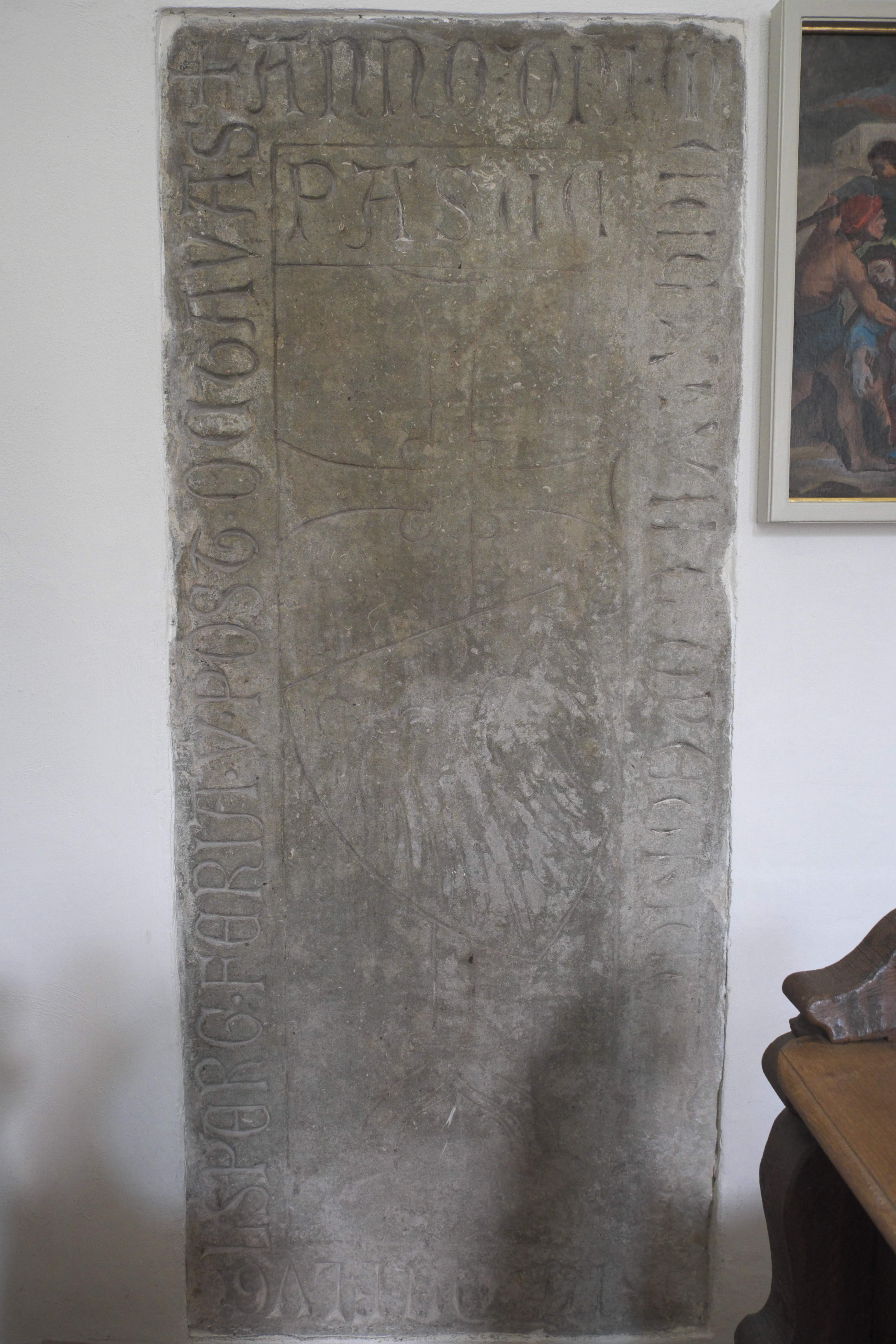
Grabstein für Dietrich II. Schenk von Flügelsberg in der ehemaligen Johanniterkirche in Altmühlmünster

Im Jahr 1228 bezeugte Lutold Schenk von Flügelsberg eine Urkunde des Herzogs Ludwig I. von Bayern, wohl die früheste Erwähnung der Burg Flügelsberg. Die Schenken von Flügelsberg, die ein Paar Flügel in ihrem Wappen führten, waren Ministeriale der Grafen von Grögling-Hirschberg, die 1305 mit Graf Gebhard VII. ausstarben. 1290 wurde die Burg bei einem Zwist der bayerischen Herzöge zwischen Ludwig dem Strengen und seinen Gegnern Otto, Ludwig und Stephan von Niederbayern schwer beschädigt; Dietrich (I.) Schenk von Flügelsberg stand auf Seiten der letzteren. 
1340 (1347?) überließ Elspet, die Witwe von Dietrich (II.), die Burg zu einem Drittel ihrer Tochter Margareta, die mit Konrad dem Muracher vermählt war. Zwei Drittel der Burg gehörten Dietrich (III.), unter dem die Anlage ihre Blütezeit erlebte. Nach seinem Tod (1403) kamen 1410 die Muracher auch in den Besitz dieser zwei Drittel.
Als Raubritter machten sich die Muracher zu Flügelsberg unter anderem die Reichsstadt Nürnberg zum Feind, indem sie von Flügelsberg aus die Nürnberger Kaufmannszüge im Altmühltal überfielen und ausraubten. 1446 zog Nürnberg gegen die „Flügelspurg“ und andere Raubritterburgen in der Gegend zu Felde; die Burg Flügelsberg mitsamt ihrem Turm wurde hierbei erobert und bis auf die Burgkapelle St. Thekla gebrandschatzt. 
Später wurde die Anlage von den Murachern wieder aufgebaut und kam durch Heirat (1460; ein Drittel)) und Erbschaft (1480; weitere zwei Drittel) in den Besitz der Parsberger. Hans (3) von Parsberg heiratete 1460 Sidonia von Murach. Die Parsberger zu Flügelsberg und die zu Lupburg standen im Löwlerkrieg auf Seiten der Adeligen, die sich gegen den Herzog von Bayern Albrecht IV. erhoben. Der Bayernherzog griff deshalb neben anderen Burgen die Burg Flügelsberg an und eroberte sie nach heftigem Widerstand Anfang Januar 1492. Hans zu Flügelsberg und Georg zu Lupburg wurden gefangen- genommen und bis Mai 1492 in München inhaftiert. Die Burg wurde ausgeräumt und gebrandschatzt.
Noch 1492 wurde der Wiederaufbau erlaubt. Ansichten von 1568 und 1701 zeigen die neue Burg. Die Parsberger wohnten jedoch seit dem 16. Jahrhundert als „Herren von Meyern“ zu Füßen des Flügelsberges in einem zum Schloss ausgebauten Meierhof; von diesem Schloss existiert heute praktisch nichts mehr. 1579 starb mit Joachim von Parsberg das Geschlecht im männlichen Stamm aus. Flügelsberg/Meihern ging danach bis 1648 an die eingeheirateten Freiherrn von Seyboltsdorf.
Die ehemalige Burgkapelle St. Thekla wurde 1680 durch Johann Erhard Muggenthal nach längerer Phase des Verfalls renoviert. Sie wurde im 18. Jahrhundert aufgegeben, nachdem noch 1760 ein namentlich nicht erwähnter Bildhauer aus Neuburg an der Donau ein Kruzifix und zwei Altarleuchter dorthin geliefert hatte. Das auf der Kuppe im 16. Jahrhundert wiedererrichtete Schlossgebäude stürzte im 19. Jahrhundert ein.
Die Flügelsberger ließen sich in der Kirche St. Johannes Baptist des Klosters Altmühlmünster bestatten, wo sich zwei ihrer Grabplatten aus dem 14. Jahrhundert erhalten haben.

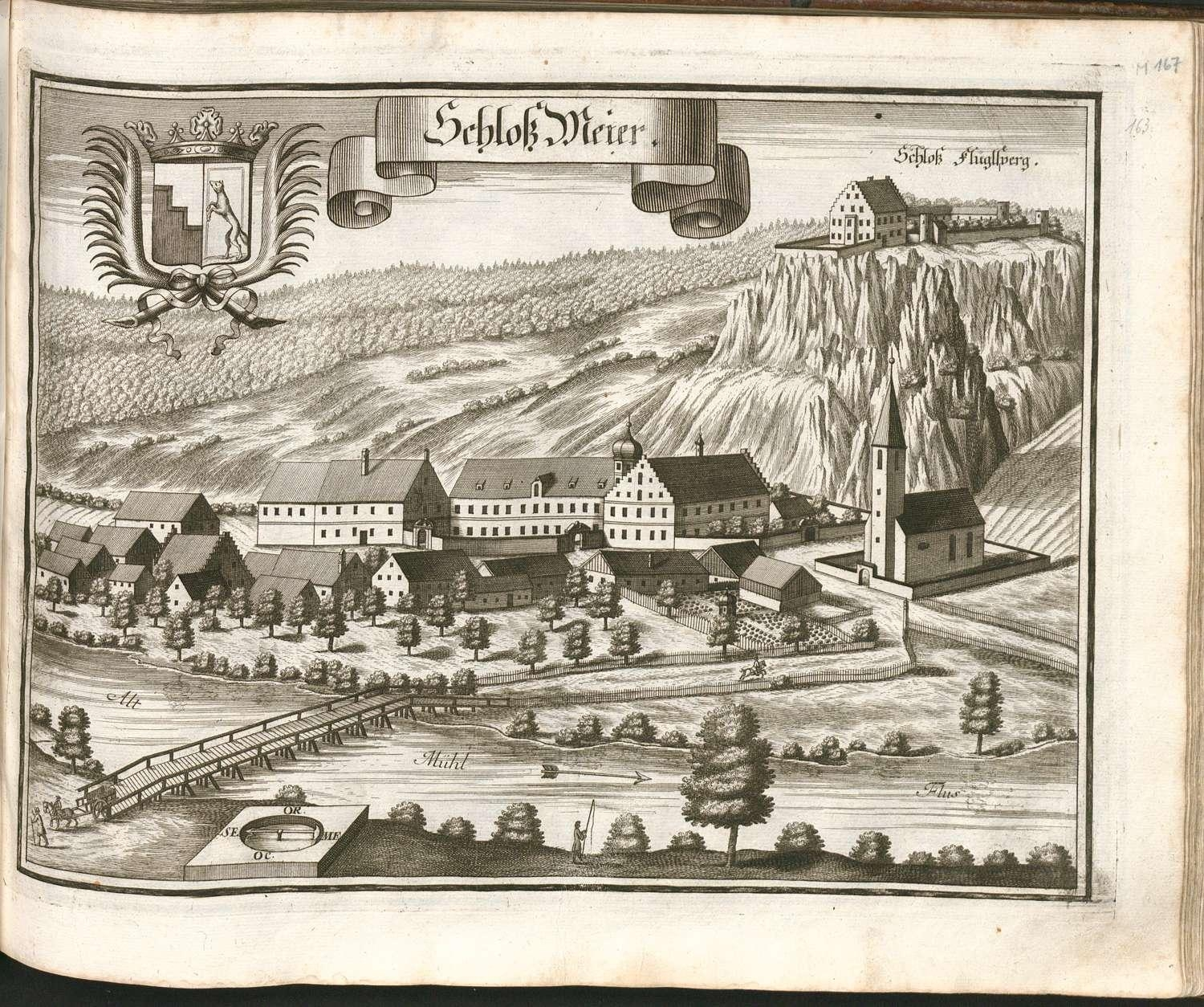
Schloss Flügelsberg (rechts oben) nach einem Stich von Michael Wening von 1726

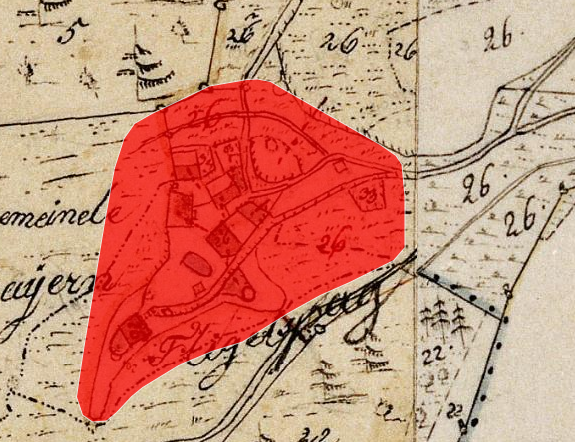
Lageplan der Ruine Flügelsberg auf dem Urkataster von Bayern

## Beschreibung

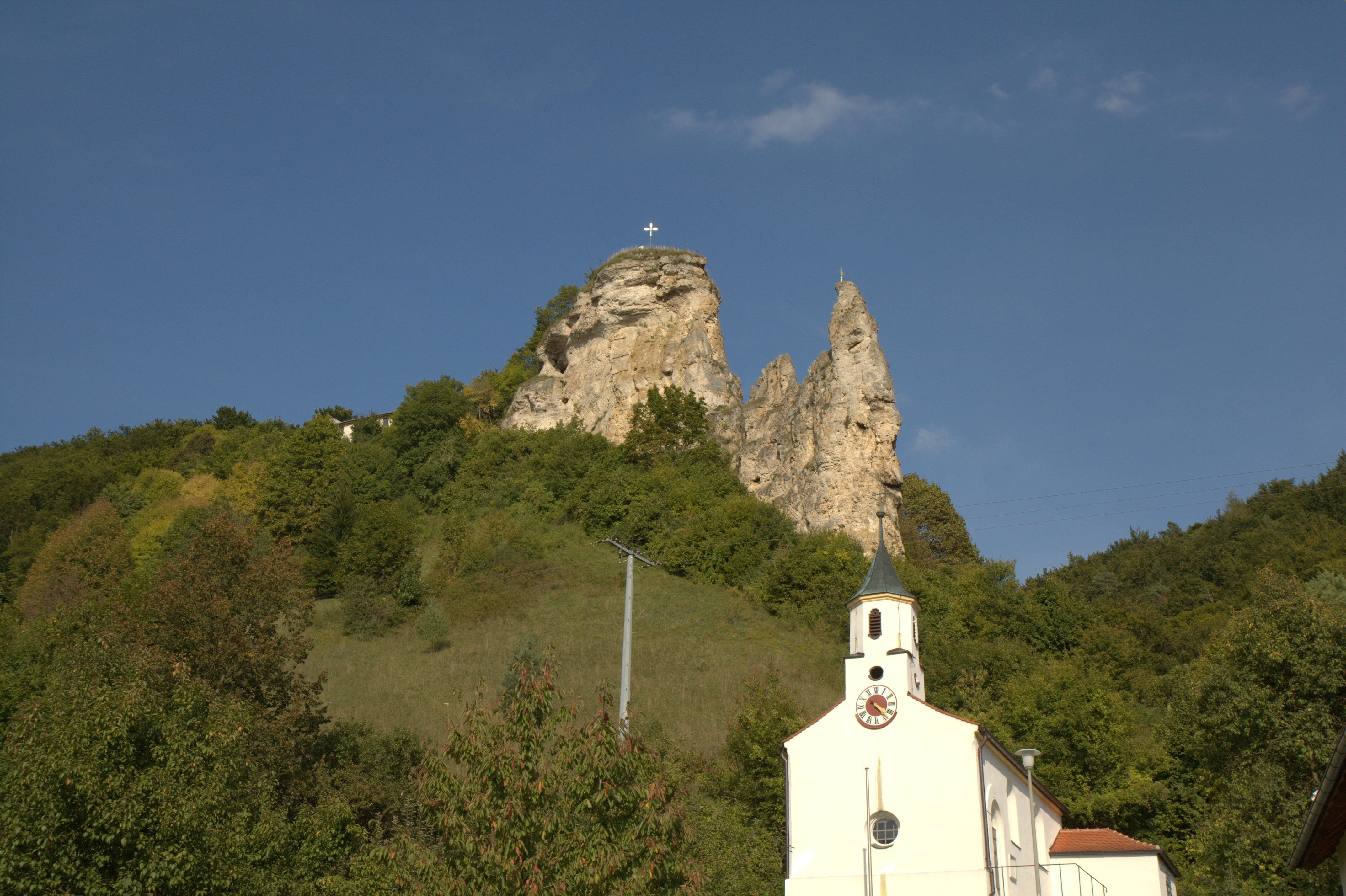
Ansicht des Burgfelsens der Flügelsburg von Westen

Die Ruine der Burganlage, die sich auf einem Areal von etwa 70 × 90 Meter ausdehnt, besteht aus einigen Mauerresten des 12. und wohl des 16. Jahrhunderts sowie drei Abschnittsgräben.